# Moravice
Moravice (niem. Mohra) – rzeka na północnym wschodzie Czech, w dorzeczu Odry, główny, prawy dopływ Opawy; wypływa w Wysokim Jesioniku, w pobliżu Pradziada, płynie na prawie całej długości przez tereny górzyste, w kierunkach przeważnie wschodnich; uchodzi w pobliżu polskiej granicy; na rzece znajdują się sztuczne zbiorniki Slezská Harta i Kružberk; główne miasto nad rzeką – Hradec nad Moravicí. Na pewnym odcinku tworzy granicę między Morawami a Śląskiem.
Przepływa przez miejscowości: Malá Morávka, Dolní Moravice (tutaj znajduje się barokowy most kamienny), Břidličná, Kružberk, dawne uzdrowisko Jánské Koupele, Hradec nad Moravicí, Branka u Opavy i Opava. Największy dopływ to Hvozdnice.

## Większe dopływy
- lewe:
  - Bělokamenný potok
  - Kočovský potok
  - Černý potok
  - Razovský potok
  - Melčský potok
  - Meleček
  - Hvozdnice
- prawe:
  - Mlýnský potok
  - Moravický potok
  - Podolský potok
  - Polička
  - Lomnický potok
  - Mýdlový potok
  - Volárenský potok
  - Lesná
  - Bílčický potok
  - Lobník
  - Hradečná